# Магнітне поле Меркурія
Магнітне поле Меркурія — магнітне поле навколо планети Меркурій, що має низьку напруженість та існує завдяки дії припливних сил Сонця.

## Характеристики магнітного поля
Меркурій володіє магнітним полем, напруженість якого, за результатами вимірювання «Марінер-10», приблизно в 100 разів менше земного і становить бл. 300 НТЛ. Магнітне поле Меркурія має дипольну структуру і найвищою мірою симетричне, а його вісь лише на 10° відхиляється від осі обертання планети, що накладає істотне обмеження на коло теорій, що пояснюють його походження.
Магнітне поле Меркурія, можливо, утворюється в результаті ефекту динамо, тобто так само, як і на Землі. Цей ефект є результатом циркуляції речовини в рідкому ядрі планети. Через виражений ексцентриситет планети виникає надзвичайно сильний припливний ефект. Він підтримує ядро в рідкому стані, що необхідно для прояву «ефекту динамо». У 2015 році вчені з США, та Канади оцінили нижню межу середнього віку магнітного поля Меркурія в 3,7—3,9 мільярда років.

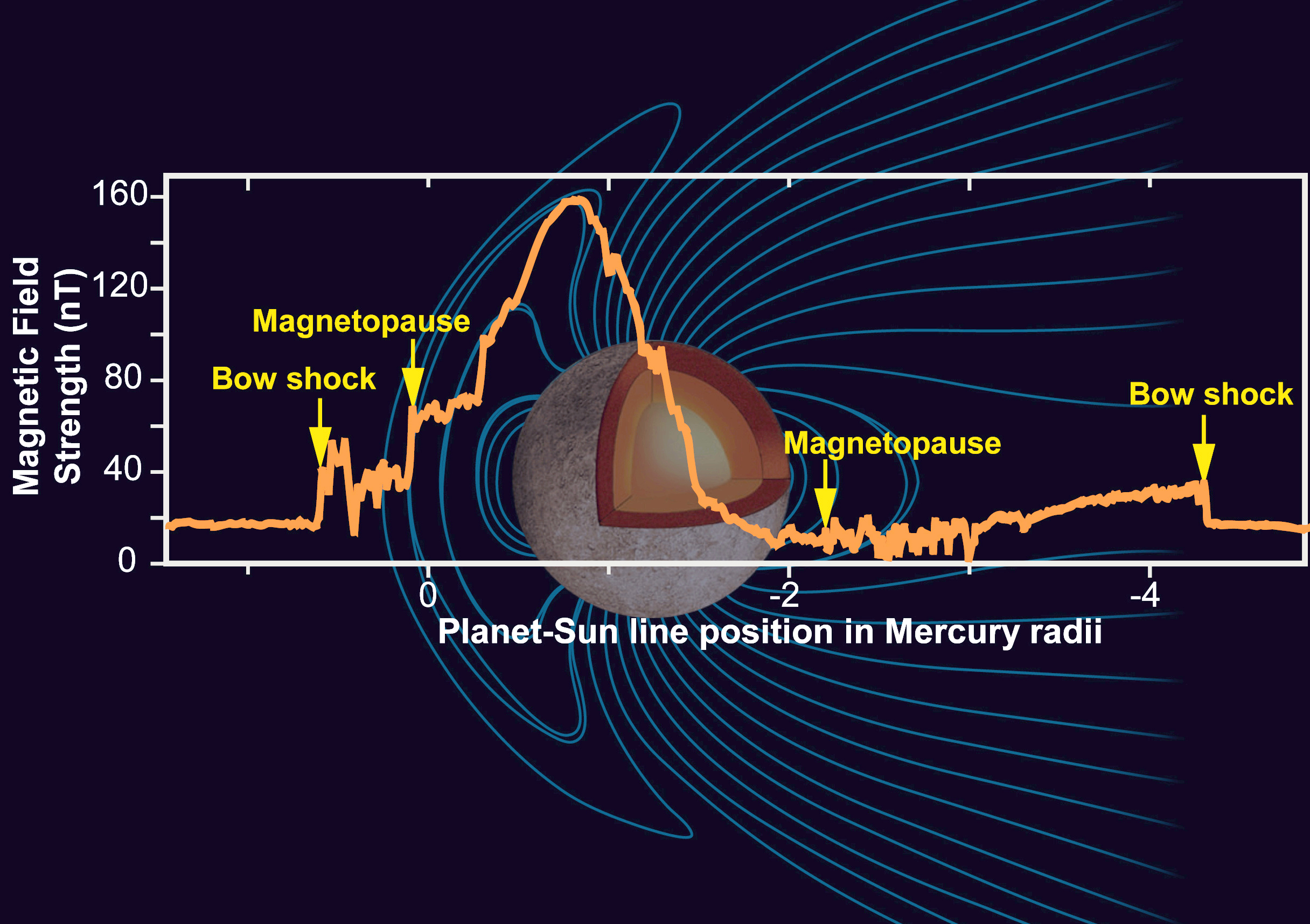
Графік, напруженості магнітного поля Меркурія

Магнітне поле Меркурія досить сильне, щоб впливати на рух сонячного вітру навколо планети, створюючи магнітосферу. Магнітосфера планети, хоча і настільки мала, що може поміститися усередині Землі, досить потужна, щоб захопити заряджені частинки (плазму) сонячного вітру. Результати спостережень, отримані «Марінер-10», вказують на існування низькоенергетичної плазми в магнітосфері з нічного боку планети. У «підвітряному» хвості магнітосфери були виявлені сплески високоенергетичних частинок, що вказує на динамічні якості магнітосфери планети.
Процес зв'язку планетного і міжпланетного магнітних полів, названий магнітним перез'єднанням, — звичайне явище в космосі. Воно спостерігається і в магнітосфері Землі, при цьому виникають магнітні вихори. Однак, за спостереженнями MESSENGER, частота приєднання магнітного поля до плазми сонячного вітру в магнітосфері Меркурія в 10 разів вище.

## Дослідження міжпланетними космічними апаратами
Під час другого прольоту повз планету 6 жовтня 2008 року «Мессенджер» виявив, що магнітне поле Меркурія може мати значну кількість «вікон» — зон зі зниженою напруженістю магнітного поля. Прилади космічного апарата виявили явище магнітних вихорів — сплетених вузлів магнітного поля, що з'єднують апарат з магнітним полем планети. Вихор 800 досягав км в поперечнику, що становить третину радіуса планети. Така вихрова форма магнітного поля породжується сонячним вітром. Оскільки сонячний вітер обтікає магнітне поле планети, силові лінії магнітного поля зв'язуються з плазмою сонячного вітру і захоплюються нею, звиваючись у вихороподібні структури. Ці вихори магнітного поля формують «вікна» в планетарному магнітному щиті, через які заряджені частинки сонячного вітру проникають крізь нього і досягають поверхні Меркурія.